# 窒素中毒
窒素中毒（ちっそちゅうどく）とは、高分圧（通常3〜4気圧程度以上）の窒素を摂取すると発症する一種の中毒症状。一般的に窒素酔い（ちっそよい）と呼ばれる。特にスクーバダイビングなど、空気あるいは混合ガスを用いての潜水時に起こりやすい。

## 症状
窒素中毒の典型的な症状は、多幸感と総称される精神の高揚状態である。窒素中毒の影響が強くなるに従って、楽観的あるいは自信過剰といった傾向が強くなり行動に慎重さが失われる。窒素酔いという名は、この症状が酒に酔っている状態に似ていることからつけられたものである。いったん窒素中毒を発症すると窒素分圧が高くなるほどその症状は強くなるが、窒素分圧が十分に下がればとくに後遺症もなく回復することが他の高気圧障害にはない特徴である。

## 潜水と窒素中毒
窒素中毒そのものは、よほど症状が重くならない限りただちに生命に危険を及ぼすものではない。しかし、基本的な運動機能などはあまり影響を受けないものの、潜水中にもっとも必要とされる計算力や判断力など高次の知的機能が著しく影響を受けることにより潜水事故の危険性が増加する。場合によっては、口からマウスピースを外したりするような危険な行動をとったりもする。窒素中毒は通常窒素分圧が4〜5気圧程度に達すると発症するため、空気潜水（呼吸ガスとして空気を使用する一般的な潜水）の場合、窒素分圧4気圧 (3.12 atm) に相当する深度約30 mまでが窒素中毒に対して安全な範囲とされており、一般レクリエーショナルダイビングの潜水深度をこの程度までに制限するよう推奨している潜水指導団体が多い。
しかし、窒素中毒を発症する窒素分圧や症状の程度は体質や熟練度による個人差が非常に大きいため、深度30 m（窒素分圧4気圧）以下の空気潜水であっても絶対に安全とは言い切れない。実際、窒素中毒が要因になったと考えられる事故事例は深度20 m以下 (2.34 atm) のスクーバダイビングでも数多く報告されている。低水温、暗い海、視界不良、激しい運動は窒素中毒を増長する傾向にある。それとは反対に、深度40 m（窒素分圧約5気圧）を超える空気潜水で窒素中毒の影響をあまり受けないダイバーもけっして珍しくはない。また、軽度の窒素中毒を繰り返し経験することで窒素中毒に対する耐性をある程度までは高められるともされている。そのため十分な訓練をしながら徐々に潜水深度を増していくことで、正常な判断力を保ったまま空気潜水で深度50 m（窒素分圧約6気圧）以上まで潜水可能なダイバーもそれほど稀ではない。
ただ、訓練によって耐性が向上するといっても計算力や判断力などの低下は避けられず、減圧症や酸素中毒に対する危険性もあるため、これらを考慮して、とくに作業潜水で深度30〜40 m程度を超える潜水では各種の混合ガスを使用することが一般的となっている。
浅いところへ浮上すれば、速やかに回復する。発症した場合は直ちに症状が軽快する深度まで浮上することが基本である。もっとも、窒素中毒を発症しているダイバー本人は、思考力の低下のためその判断ができないことも多いため、バディの行動が異常である事に気が付いたダイバーは速やかに浮上の指示を発することが強く望まれる。